# Carrie Kennedy
Caroline „Carrie“ Kennedy, geborene Caroline Hickson (* 18. September 1862 in Le Roy, New York; † 7. Mai 1915 im Atlantischen Ozean vor Irland) war eine US-amerikanische Modeschöpferin.

## Leben
Carrie Kennedy war eins von sieben Kindern eines New Yorker Schuhmachers und dessen Frau. Sie stieg schon sehr früh mit ihrer älteren Schwester Kathryn (genannt „Kate“) und ihrem einzigen Bruder Richard J. Hickson ins Modegeschäft ein und spezialisierte sich auf hochwertige Damenbekleidung. 1902 gründete das Trio zusammen das Unternehmen Hickson and Company an der vornehmen New Yorker Fifth Avenue. Die Hicksons waren von ihrem schnellen Erfolg überrascht, gewöhnten sich aber schnell an das Modebusiness und einen mondäneren Lebensstil, als sie ihn von ihrer Kindheit kannten. Die Marke Hickson gehörte bald zum guten Ton. Zu der prominenten Kundschaft gehörten Mitglieder des New Yorker Geldadels wie unter anderem der Schauspieler Julian Eltinge.
Das Meiste von Carrie Kennedys Privatleben liegt im Dunkeln. Zu einem unbekannten Zeitpunkt heiratete sie einen Mann namens Kennedy, Einzelheiten über ihn sind nicht bekannt. Das Einzige, das feststeht, ist, dass Carrie Kennedy eine geschickte und raffinierte Geschäftsfrau war, die gut mit Geld und Investitionen umgehen konnte. Ihrem Bruder Richard überließ sie 800 US-Dollar, um ihn in der Modebranche zu etablieren. Richard Hickson selbst war kein sehr guter Geschäftsmann und er wusste, dass er seinen Erfolg nur dem Scharfsinn seiner Schwester verdankte.
Carrie war sehr engagiert und bemüht, mit den Modetrends stets auf dem neuesten Stand zu sein. Im Lauf der Zeit hatte sie sich auf Damenhüte spezialisiert, die entsprechend dem Zeitgeist sehr breit und mit Blumen und anderen Accessoires üppig verziert waren. Mehrmals im Jahr überquerte sie den Atlantik, um sich die Präsentationen in Mailand, Paris und London anzuschauen. Sie war stets offen für Inspirationen und Anregungen.
Im Frühjahr 1915 plante sie, sich wie jedes Jahr die aktuelle Frühjahrskollektion in Paris anzusehen. Zu diesem Zeitpunkt war sie vermutlich verwitwet, es sind keine existierenden Aufzeichnungen über ihren Ehemann bekannt. Zusammen mit ihrer Schwester Kathryn ging Carrie Kennedy als Erste-Klasse-Passagierin an Bord der Lusitania, die am 1. Mai 1915 von New York nach Liverpool ablegte. Direkt vor der Abfahrt hatte sich Carrie einen neuen Reisepass ausstellen lassen, in dem sie das Jahr 1886 als ihr Geburtsjahr angab und sich somit um 24 Jahre verjüngte. Von Liverpool aus wollten die Schwestern nach Paris weiterreisen. Am Tag der Abfahrt kam ein Cousin zum Cunard Pier 54, um Carrie und Kate anzuflehen, nicht mit der Lusitania zu fahren. Alle wussten vom Kriegszustand zwischen England und Deutschland und auch von der Warnung der Deutschen, britische Handelsschiffe ohne Vorwarnung anzugreifen. Darauf angesprochen entgegnete Carrie Kennedy: „Das würden sie nicht wagen!“
Sechs Tage nach der Abfahrt wurde der Ozeanriese von einem deutschen U-Boot vor der irischen Küste torpediert und versenkt. 1200 Menschen starben, darunter Carrie Kennedy und Kate Hickson. Mit ihnen gingen Garderobe und Schmuck im Wert von 14.000 US-Dollar verloren. Die weibliche Leiche #160 wurde später als Mrs. Caroline Kennedy, 53 Jahre alt, identifiziert, sie war allerdings in einem derart schlechten Zustand, dass nicht mit Sicherheit festgestellt werden konnte, ob es sich dabei wirklich um die Modedesignerin handelte. Kathryn Hickson wurde nie gefunden. Vermutlich befanden sich die beiden Frauen während der Katastrophe auf der Backbordseite der Lusitania, wo die Rettungsboote binnenbords in die Decksaufbauten schlugen und dabei alle Menschen in ihrem Weg zerquetschten. Richard Hickson, der als verschwendungssüchtig bekannt war, war allein nicht in der Lage, „Hickson and Co.“ erfolgreich weiterzuführen. Das Unternehmen meldete 1920 Konkurs an.